# Бајрон, Висконсин
Бајрон, Висконсин (енгл. Biron) град је у америчкој савезној држави Висконсин.

## Демографија
По попису из 2010. године број становника је 839, што је 76 (-8,3%) становника мање него 2000. године.
| Група             | 2000.       | 2010.       |
| Белци             | 881 (96,3%) | 824 (98,2%) |
| Афроамериканци    | 0 (0,0%)    | 7 (0,8%)    |
| Азијати           | 3 (0,3%)    | 0 (0,0%)    |
| Хиспаноамериканци | 16 (1,7%)   | 7 (0,8%)    |
| Укупно            | 915         | 839         |